# Façana de l'antiga Can Bou
La Façana de l'antiga Can Bou és una obra amb elements gòtics i renaixentistes d'Ullastret (Baix Empordà) inclosa a l'Inventari del Patrimoni Arquitectònic de Catalunya.

## Descripció
Edifici civil.- L'actual casal dit Can Bou, dels segles XVII-XVIII, té façana principal al carrer Major. A la tanca de la part posterior del pati que queda al darrere, la qual dona al carrer de la Notaria, hi ha restes d'una notable façana del segle xvi, corresponent al casal més antic, ja derruït. Hi ha un portal adovellat i un finestral -ara tapiat- gòtico-renaixentista de dos arcs conopials amb arabesc, gran emblema al damunt (erosionat) que simulen sostenir dos personatges alats; una motllura té mènsules en forma de caps humans. Aquest finestral és molt semblant al de Can Torroella, al mateix poble; segurament ambdues obertures decorades són de la mateixa mà. Ho acaba de confirmar l'existència d'un carreu amb una àliga esculpida, avui col·locat, fora del lloc original, al parament interior del mur. Aquest element el retrobem com a coronament al finestral de Can Torroella; cal suposar que tenia la mateixa situació aquí. A la façana hi ha una altra finestra petita, d'arc suposar que tenia la mateixa situació aquí. A la façana hi ha una altra finestra petita, d'arc conopial. El mur té una pàtina molt acusada per estar encarat a tramuntana, per aquest motiu el fragment escultòric menys erosionat és l'àliga esmentada. L'aparell del mur és de rebles lligats amb morter; les obertures de pedres ben tallades.